# Williams (Iowa)
Williams és una població dels Estats Units a l'estat d'Iowa. Segons el cens del 2000 tenia 427 habitants.

## Demografia
Segons el cens del 2000, Williams tenia 427 habitants, 185 habitatges, i 123 famílies. La densitat de població era de 187,3 habitants/km².
Dels 185 habitatges en un 25,4% hi vivien nens de menys de 18 anys, en un 55,7% hi vivien parelles casades, en un 8,1% dones solteres, i en un 33% no eren unitats familiars. En el 31,4% dels habitatges hi vivien persones soles el 18,4% de les quals corresponia a persones de 65 anys o més que vivien soles. El nombre mitjà de persones vivint en cada habitatge era de 2,31 i el nombre mitjà de persones que vivien en cada família era de 2,85.
Per edats la població es repartia de la següent manera: un 24,8% tenia menys de 18 anys, un 6,8% entre 18 i 24, un 27,4% entre 25 i 44, un 20,6% de 45 a 60 i un 20,4% 65 anys o més.
L'edat mediana era de 39 anys. Per cada 100 dones de 18 o més anys hi havia 92,2 homes.
La renda mediana per habitatge era de 36.250 $ i la renda mediana per família de 41.094 $. Els homes tenien una renda mediana de 27.667 $ mentre que les dones 22.188 $. La renda per capita de la població era de 16.000 $. Cap de les famílies i el 2,2% de la població estaven per davall del llindar de pobresa.

## Poblacions més properes
El següent diagrama mostra les poblacions més properes.